# Charles Douglas-Home, 13.º Conde de Home
Para outras pessoas nomeadas Charles Douglas-Home, veja Charles Douglas-Home (desambiguação)
Charles Cospatrick Archibald Douglas-Home, 13.º Conde de Home KT (29 de dezembro de 1873 - 11 de julho de 1951) foi um nobre britânico, melhor conhecido por ter sido o pai do primeiro-ministro Alec Douglas-Home.
Charles era o único filho de Charles Douglas-Home, 12.º Conde de Home e de sua esposa, Maria Grey. A 14 de julho de 1902, ele casou-se com Lady Lillian Lambton, filha do 4.º Conde de Durham. Eles tiveram sete filhos:
- Alexander Frederick Douglas-Home, 14.º Conde de Home (1903-1995);
- Lady Bridget Douglas-Home (4 de maio de 1905-1980);
- Hon. Henry Montagu Douglas-Home (1907–1980), casou-se em primeiras núpcias com Lady Alexandra Spencer (filha do 6º Conde Spencer), em segundas com Vera Johanson e em terceiras com Felicity Jonsson;
- Lady Rachel Douglas-Home (10 de abril de 1910 - 4 de abril de 1996), casou-se com Lorde William Montagu-Douglas-Scott (segundo filho do 7.º Duque de Buccleuch);
- Hon. William Douglas-Home (1912–1992), casou-se com a Hon. Rachel Brand;
- Edward Charles Douglas-Home (1 de março de 1920 – 17 de fevereiro de 2006), casou-se com Nancy Straker-Smith;
- George Cospatrick Douglas-Home (1922–1943), morto em serviço; não se casou.

Em 1930, Charles foi apontado cavaleiro da Ordem do Cardo-selvagem.